# Hans Aumeier
Hans Aumeier (født 10. august 1906, død 28. januar 1948) var en tysk nazist og kommandant under Anden Verdenskrig. I 1929 blev Aumeier medlem af Nationalsozialistische Deutsche Arbeiterpartei (NSDAP), i 1931 af Sturmabteilung (SA), senere af Schutzstaffel (SS).
Han var stedfortrædende chef for dødslejren Auschwitz-Birkenau 1942-1943, derefter gjorde han tjeneste i koncentrationslejre i Tyskland og var lejrchef i Mysen koncentrationslejr i Norge fra marts 1945 til krigens slutning. Han blev arresteret af briterne i Norge den 11. juni 1945 og efter et ophold i Akershus fængsel, ført til London for yderligere forhør. Aumeier blev derefter udleveret til Polen. Han blev dømt til døden ved en polsk domstol for forbrydelser mod menneskeheden. Han blev hængt 28. januar 1948 i et fængsel i Krakow.